# Théorie d'Iwasawa
La théorie d'Iwasawa peut être vue comme une tentative d'étendre les résultats arithmétiques classiques sur les corps de nombres (extensions finies du corps {\displaystyle \mathbb {Q} } des rationnels) à des extensions infinies de {\displaystyle \mathbb {Q} }, par des procédés de passage à la limite des extensions finies vers les extensions infinies.

## Généralités
Les objets de base de la théorie d'Iwasawa sont les {\displaystyle \mathbb {Z} _{p}}-extensions ; c'est-à-dire des extensions galoisiennes dont le groupe de Galois est le groupe profini {\displaystyle \mathbb {Z} _{p}}, pour {\displaystyle p} un nombre premier fixé. Par la correspondance de Galois, la donnée d'une {\displaystyle \mathbb {Z} _{p}}-extension est équivalente à celle d'une tour d'extensions {\displaystyle K=K_{0}\subset K_{1}\subset \dots \subset K_{n}\subset \dots \subset K_{\infty }} telle que chaque {\displaystyle K_{n}} est galoisienne sur {\displaystyle K} de groupe de Galois {\displaystyle \mathbb {Z} /p^{n}\mathbb {Z} }.
- Pour chaque corps de nombres, une {\displaystyle \mathbb {Z} _{p}}-extension particulière peut-être construite par adjonction de racines {\displaystyle p}-ièmes de l'unité : la {\displaystyle \mathbb {Z} _{p}}-extension cyclotomique.
- Sous la conjecture de Leopoldt, un corps de nombres admet {\displaystyle r_{2}+1} {\displaystyle \mathbb {Z} _{p}}-extensions linéairement indépendantes, où {\displaystyle r_{2}} est le nombre de couples de plongements complexes conjugués du corps considéré ; ce qui peut encore s'énoncer en disant que le compositum de toutes ces extensions a pour groupe de Galois {\displaystyle \mathbb {Z} _{p}^{r_{2}+1}}.

## Théorème fondamental
Le théorème fondateur de la théorie, dû à Iwasawa, porte sur le comportement du groupe des classes le long d'une {\displaystyle \mathbb {Z} _{p}}-extension. Soit {\displaystyle p\,} un nombre premier, {\displaystyle K\,} un corps de nombres, et {\displaystyle \bigcup _{n}K_{n}\,} une {\displaystyle \mathbb {Z} _{p}\,}-extension de {\displaystyle K\,}. Pour chaque {\displaystyle n\,}, on s'intéresse au cardinal du {\displaystyle p\,}-Sylow du groupe des classes de {\displaystyle K_{n}\,} ; notons le {\displaystyle p^{e_{n}}\,}. Alors, il existe des entiers {\displaystyle \mu \,}, {\displaystyle \lambda \,} (positifs), {\displaystyle \nu \,} (de signe quelconque), tels que pour {\displaystyle n\,} assez grand, on ait :
{\displaystyle e_{n}=\mu p^{n}+\lambda n+\nu \,}

### Idée de la démonstration
Notons A(Kn) le p-Sylow du groupe des classes du corps Kn. Par la théorie du corps de classes, il existe une extension Ln de Kn tel que {\displaystyle A(K_{n})\simeq Gal(L_{n}/K_{n})} : Ln est la p-extension abélienne non ramifiée maximale de Kn. L'union des corps Ln fournit alors un corps L, qui est la pro-p- extension abélienne non ramifiée maximale de {\displaystyle K_{\infty }}.
On considère alors le groupe de Galois {\displaystyle X=Gal(L/K_{\infty })} :
- X est la limite projective des groupes {\displaystyle Gal(L_{n}/K_{n})}, qui apparaissent comme des quotients de X.
- X en tant que pro-p-groupe abélien a une structure naturelle de {\displaystyle \mathbb {Z} _{p}}-module.
- Par ailleurs, le groupe de Galois de l'extension cyclotomique {\displaystyle Gal(K_{\infty }/K)} agit sur X, dont on peut montrer qu'il est ainsi muni d'une structure de {\displaystyle \mathbb {Z} _{p}[[T]]}-module, c'est-à-dire de module d'Iwasawa.

L'investigation de la structure des modules d'Iwasawa relève de l'algèbre linéaire. Connaissant leur classification à pseudo-isomorphisme près, et ayant calculé par quel sous-groupe on quotiente X pour obtenir {\displaystyle Gal(L_{n}/K_{n})}, on peut en déduire l'estimation asymptotique du cardinal de ces groupes, qui fournit la formule annoncée sur A(Kn).

### Quelques résultats et conjectures
- L'invariant {\displaystyle \mu } est nul pour la {\displaystyle \mathbb {Z} _{p}}-extension cyclotomique au-dessus d'une extension abélienne de {\displaystyle \mathbb {Q} } (théorème de Ferrero-Washington). Des exemples sont connus d'autres extensions où il n'est pas nul.
- L'invariant {\displaystyle \lambda } est connu par exemple pour les corps quadratiques imaginaires, par la formule de Kida. Il est conjecturé qu'il est nul pour les corps totalement réels, c'est la conjecture de Greenberg.
- La structure de module d'Iwasawa du groupe {\displaystyle X=Gal(L/K_{\infty })} est relié dans certains cas à certaines fonctions L p-adiques, par la conjecture principale en théorie d'Iwasawa, démontrée pour {\displaystyle \mathbb {Q} } par Barry Mazur et Andrew Wiles en 1984[1], puis pour tout corps de nombres totalement réel par Wiles en 1990[2]. Leurs techniques s'inspiraient de celles utilisées par Ken Ribet dans sa preuve du théorème de Herbrand-Ribet. Karl Rubin a démontré d'autres généralisations de la conjecture pour les corps quadratiques imaginaires[3]. Plus récemment, s'inspirant de la méthode de Ribet, Chris Skinner et Éric Urban ont annoncé une preuve de la conjecture principale pour GL(2)[4].

## Développements
Le développement des idées d'Iwasawa peut se faire selon plusieurs axes :
- on considère le comportement le long des étages d'une {\displaystyle \mathbb {Z} _{p}}-extension d'autres objets que le groupe de classes, notamment du groupe de Mordell-Weil d'une courbe elliptique. On parle de théorie d'Iwasawa des courbes elliptiques.
- on considère le comportement des objets arithmétiques non plus le long d'une {\displaystyle \mathbb {Z} _{p}}-extension, mais dans des extensions infinies ayant d'autres groupes de Galois : par exemple {\displaystyle \mathbb {Z} _{p}^{d}}, ou plus généralement un groupe analytique p-adique. Se développe ainsi une théorie d'Iwasawa non commutative, notamment sous l'impulsion de John Coates.